# Sorède
Sorède is een gemeente in het Franse departement Pyrénées-Orientales (regio Occitanie). De plaats maakt deel uit van het arrondissement Céret. De belangrijkste inkomstenbron is toerisme. Ook is in Sorede de enige nog actieve fabriek van houten zwepen gevestigd. Deze worden gemaakt van de boomsoort die lokaal groeit, de Micocoulier. Die boom staat ook in het wapen van Sorede. De gemeente telde 3.500 inwoners op 1 januari 2022.

## Geografie
De oppervlakte van Sorède bedroeg op 1 januari 2022 34,54 vierkante kilometer; de bevolkingsdichtheid was toen 101,3 inwoners per km².

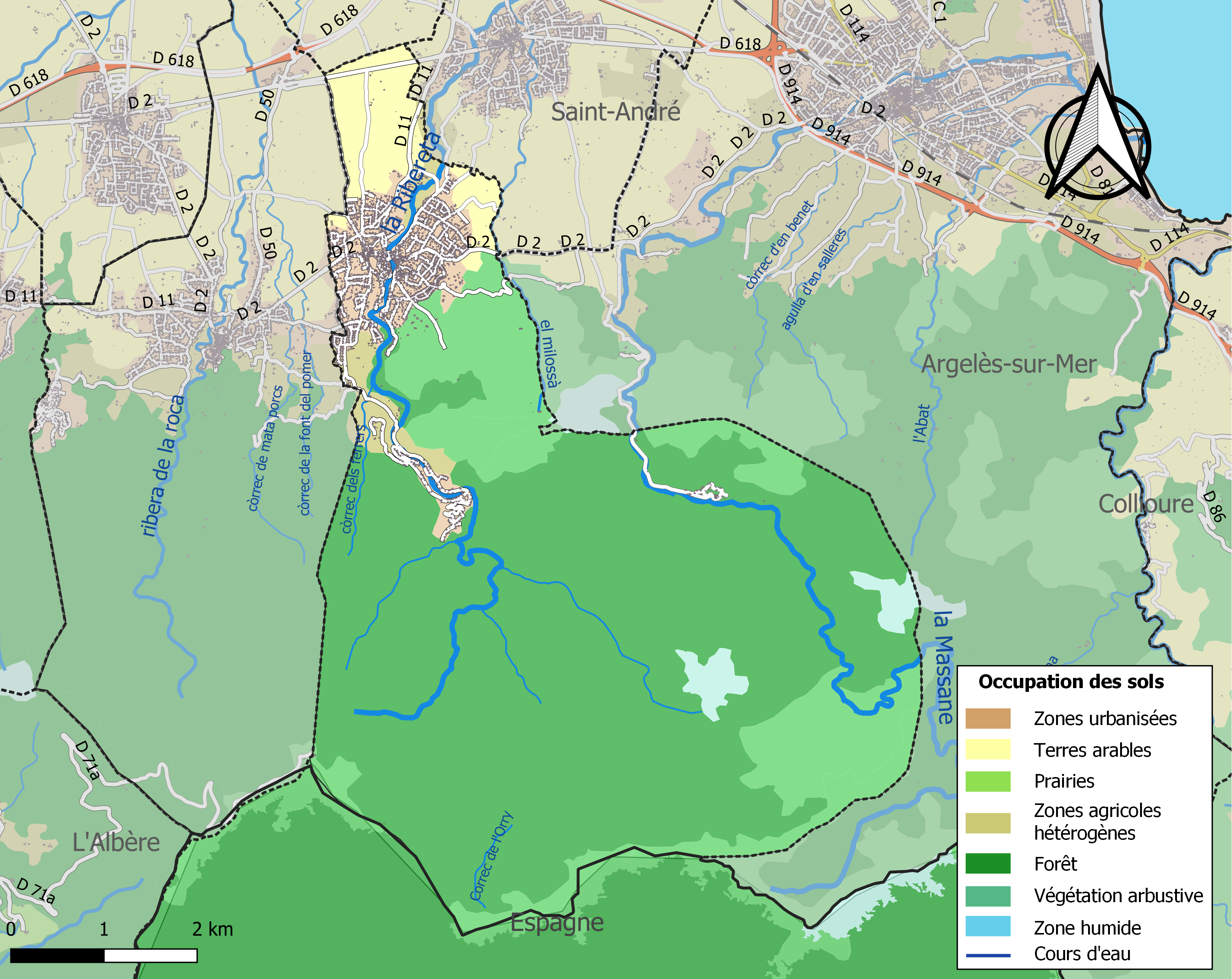
Kaart van de gemeente met de belangrijkste infrastructuur, bodemgebruik en omliggende gemeenten

## Demografie
Onderstaande figuur toont het verloop van het inwonertal (bron: INSEE-tellingen).